# سوسانا باغداساریان
سوسانا باغداساریان (ارمنی: Սուսաննա Բաղդասարյան؛  ۲۴ اکتبر ۱۹۴۴) یک بازیگر اهل ارمنستان است. وی از سال میلادی تاکنون مشغول فعالیت بوده‌است.

## زندگی‌نامه
وی در ۲۴ اکتبر ۱۹۴۴ به دنیا آمد . وی در  تئاتر دراماتیک دولتی وارطان آجمیان گیومری فعالیت می‌کرد. وی همچنین برندهٔ جوایزی همچون هنرمند شایسته ارمنستان شوروی شده‌است.

## گزیده فیلمشناسی
از فیلم‌ها یا برنامه‌های تلویزیونی که وی در آن نقش داشته‌است می‌توان به پادشاهان باستان (مجموعه تلویزیونی ارمنستانی) اشاره کرد.